# Green is Blues
Albums de Al Green
Al Green Gets next to You
(1972)
Green is Blues est le premier album solo d'Al Green, le chanteur soul ayant enregistré, en 1967, un album avec son groupe The Soul Mates. 

## Historique
Dès 1967, Al Green enregistre un album avec The Soul Mates : Back up train. En 1968, il rencontre Willie Mitchell, dans un spectacle au Texas dont il fait partie. Mitchell lui promet de faire de lui une star en deux ans. « Trop long ! », lui répond le chanteur, qui emprunte une somme importante, 1 500 dollars, au producteur et lui promet de le retrouver deux semaines plus tard à Memphis. Al Green ne s'y présente que bien des mois après, au début des années 1970. Willie Mitchell le fait alors s'engager pour plusieurs enregistrements en solo, chez Hi Records, qu'il dirige désormais. Il produit ainsi ce premier album solo, Green is Blues, en 1971, posant les bases du travail ultérieur. De Memphis, Green confie plus tard : « Il y a la présence paresseuse du Mississippi, la touche rock'n'roll d'Elvis, dont j'étais fan, les notes bleues de B.B. King, l'âme de Stax et d'artistes comme Otis Redding, et la profonde sensibilité de cette ville »,. 
La voix d'Al Green est mise en valeur notamment dans la reprise d'un tube des Beatles I Wanna hold your Hand. One Woman ou Talk to Me sont des ballades séduisantes. Tomorrow's dream et Get back baby révèlent clairement le potentiel musical du jeune chanteur. Plutôt équilibré, l'album annonce la série d'albums qui porteront Green au sommet du genre. Parmi les titres qui se rapprochent des fruits de la collaboration entre Green et Mitchell, dans les années suivantes, peuvent être cités The Letter, ou encore Tomorrow's Dream. Le phrasé fluide du chanteur, dans ce titre, est mis en exergue par l'arrangement, qui établit un équilibre entre le rythme et la mélodie,,,.  L'album se classe dans les 20 premières places des ventes aux USA.

## Liste des pistes
- One Woman
- Talk to Me
- My Girl
- The Letter
- I Stand Accused
- Gotta Find a New World
- What Am I Gonna Do with Myself ?
- Tomorrow's Dream
- Get Back Baby
- Get Back
- Summertime
- I Wanna Hold Your Hand